# IC 174
IC 174 — галактика типу S0 (спіральна галактика) у сузір'ї Риби.
Цей об'єкт міститься в оригінальній редакції індексного каталогу.